# Římskokatolická farnost Milovice u Mikulova

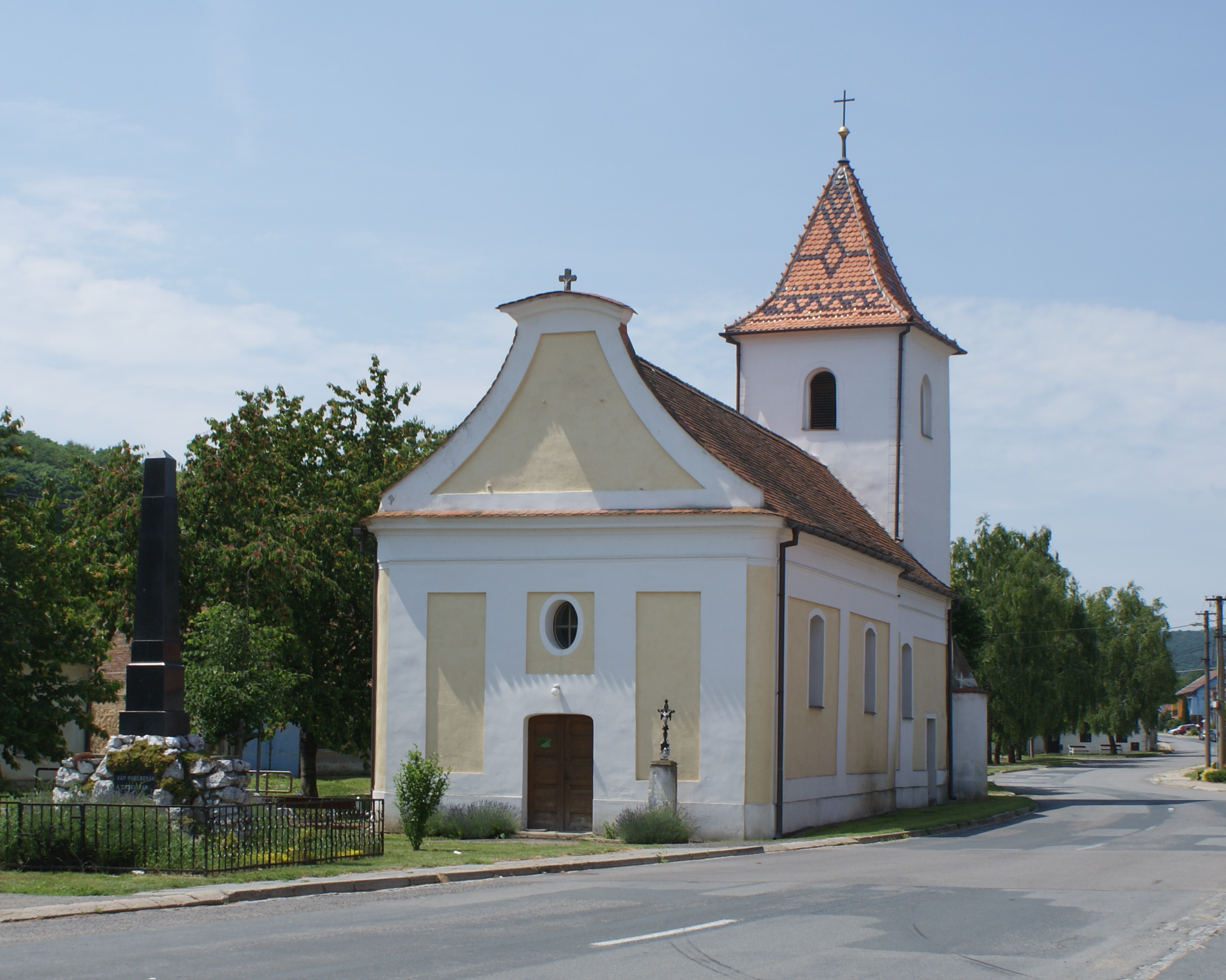
Kostel svatého Osvalda v Milovicích

Římskokatolická farnost Milovice u Mikulova (do roku 2004 Římskokatolická farnost Milovice) byla římskokatolická farnost v Česku. Jejím sídlem byla vesnice Milovice v okrese Břeclav s farním kostelem svatého Osvalda. Farnost byla součástí brněnské diecéze a roku 2024 byla zrušena sloučením do farnosti u sv. Václava v Mikulově.

## Historie
Původně ves stávala 1,5 km jihovýchodním směrem od nynějšího umístění, roku 1252 však byla zcela zničena při nájezdu Kumánů. Kolem roku 1259 pak byla vybudována znovu, tentokrát již na stávajícím místě. Nové osazenstvo tvořili převážně Němci. Během třicetileté války zcela zanikly tři čtvrtiny z původních 44 selských usedlostí. Zpustošen byl tehdy i místní kostel, který byl postaven na místě původní kaple. Roku 1672 byl kostel znovu vysvěcen. Velký vliv na charakter Milovic měla také druhá světová válka. Po jejím skončení došlo k odsunu německého obyvatelstva a následnému osidlování obce lidmi z vnitrozemí.
Milovice původně patřily do farnosti Lednice na Moravě. Roku 1769 byla v obci zřízena lokálie, která byla později povýšena na samostatnou farnost, jejíž součástí byly pouze Milovice. Od roku 1999, kdy proběhla územně-správní reforma brněnské diecéze, spadala farnost do mikulovského děkanství. K 31. prosinci 2024 byla farnost zrušena a její území se stalo součástí mikulovské farnosti u sv. Václava.

## Duchovní správci
V posledních letech své existence byla farnost spravována excurrendo. Administrátorem excurrendo byl do října 2008 Vít Rozkydal, od října 2008 do srpna 2011 Jiří Grmolec, od srpna 2011 do července 2023 Karel Janoušek, od srpna 2023 do listopadu 2023 Łukasz Andrzej Szendzielorz a od prosince 2023 do prosince 2024 Pavel Pacner.

## Kostely a kaple
- kostel svatého Osvalda v Milovicích (v době existence farnosti byl farním kostelem)
- kaple svatého Jana Nepomuckého v Milovicích

## Aktivity ve farnosti
Dnem vzájemných modliteb farností za bohoslovce a bohoslovců za farnosti brněnské diecéze i adoračním dnem byl 25. říjen.
Ve farnosti se pravidelně pořádala tříkrálová sbírka. V roce 2015 se při ní vybralo 5 681 korun. Při sbírce v roce 2016 činil výtěžek 8 559 korun.